# Perdòn de Barbana

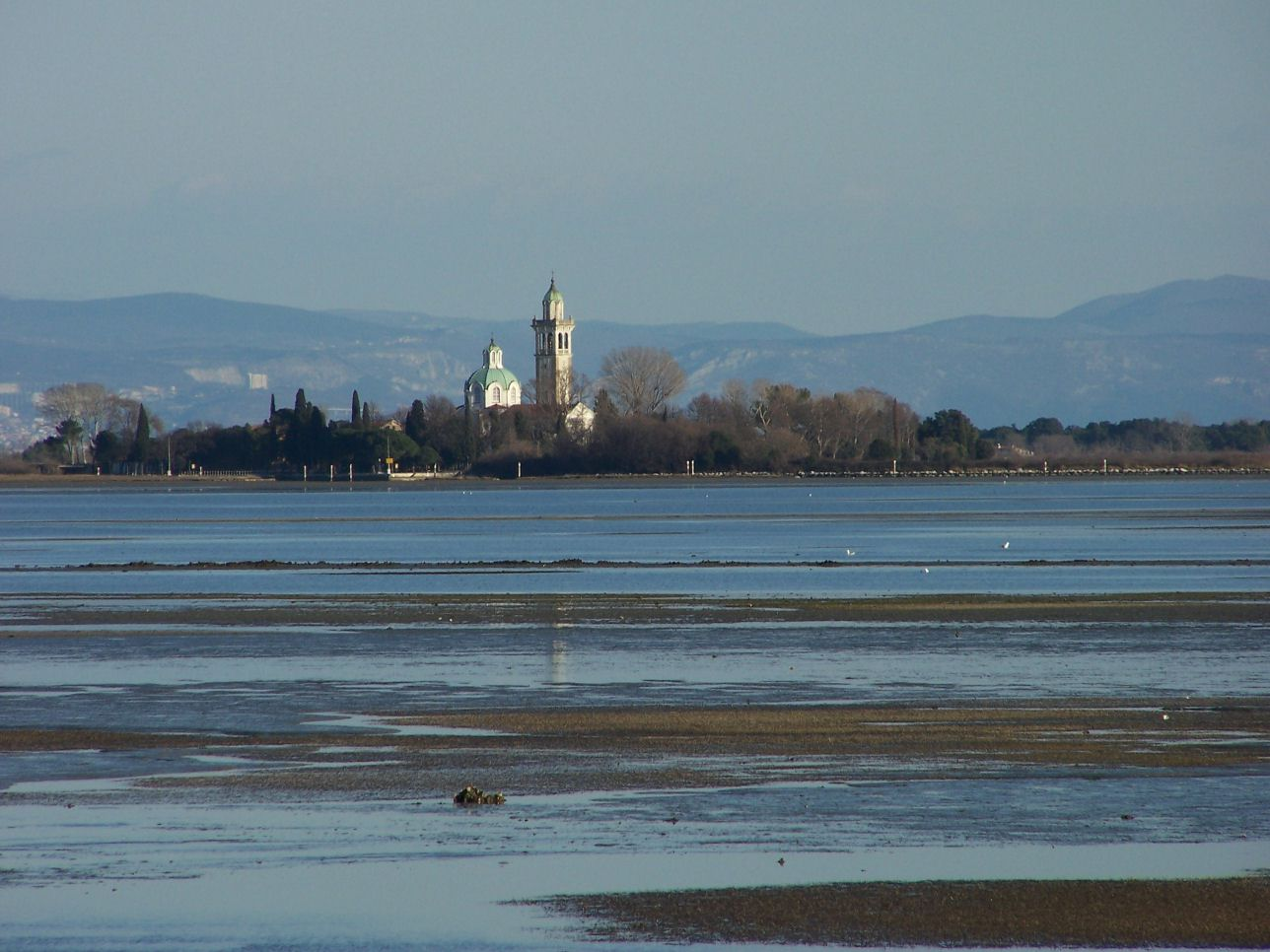
Île de Barbana.

Le Perdòn de Barbana est la fête religieuse la plus importante de Grado,  commune de la province de Gorizia, région autonome du Frioul-Vénétie Julienne, en Italie. Le Perdòn est célébré le premier dimanche de juillet et consiste principalement en une procession portant la statue de la Vierge à l'Enfant de la basilique Sant'Eufemia de Grado à l'île de Barbana voisine. Le Perdòn est également connu comme la fête des pêcheurs Gradesi.

## Histoire
L'origine du Perdòn de Barbana remonte à 1237 en remerciement à la Vierge d'avoir mis fin à une épidémie de peste. Cette année-là, le patriarche de l'époque, Leonardo Querini, promet de transporter la statue de la Vierge de la basilique à l'île de Barbana en guise de remerciement pour la fin de cette terrible épidémie. La procession a initialement lieu le 2 juillet pour la fête de la Visitation de la Vierge Marie, à laquelle au moins un membre de chaque famille de Grado devait participer. Lorsque 56 bateaux de la flotte de pêche de Grado ont coulé dans une tempête en 1925, tous les naufragés ont été secourus après avoir invoqué la Vierge. Une procession a de nouveau été instituée, qui a lieu chaque année depuis. Aujourd'hui, lors de la procession, les Gradesi prient pour une bonne nouvelle année de pêche et pour la protection des pêcheurs au travail.
Le nom Perdòn dérive de la tradition de recevoir, à l'occasion, le sacrement de pénitence et de réconciliation.

## Parcours duPerdòn de Barbana

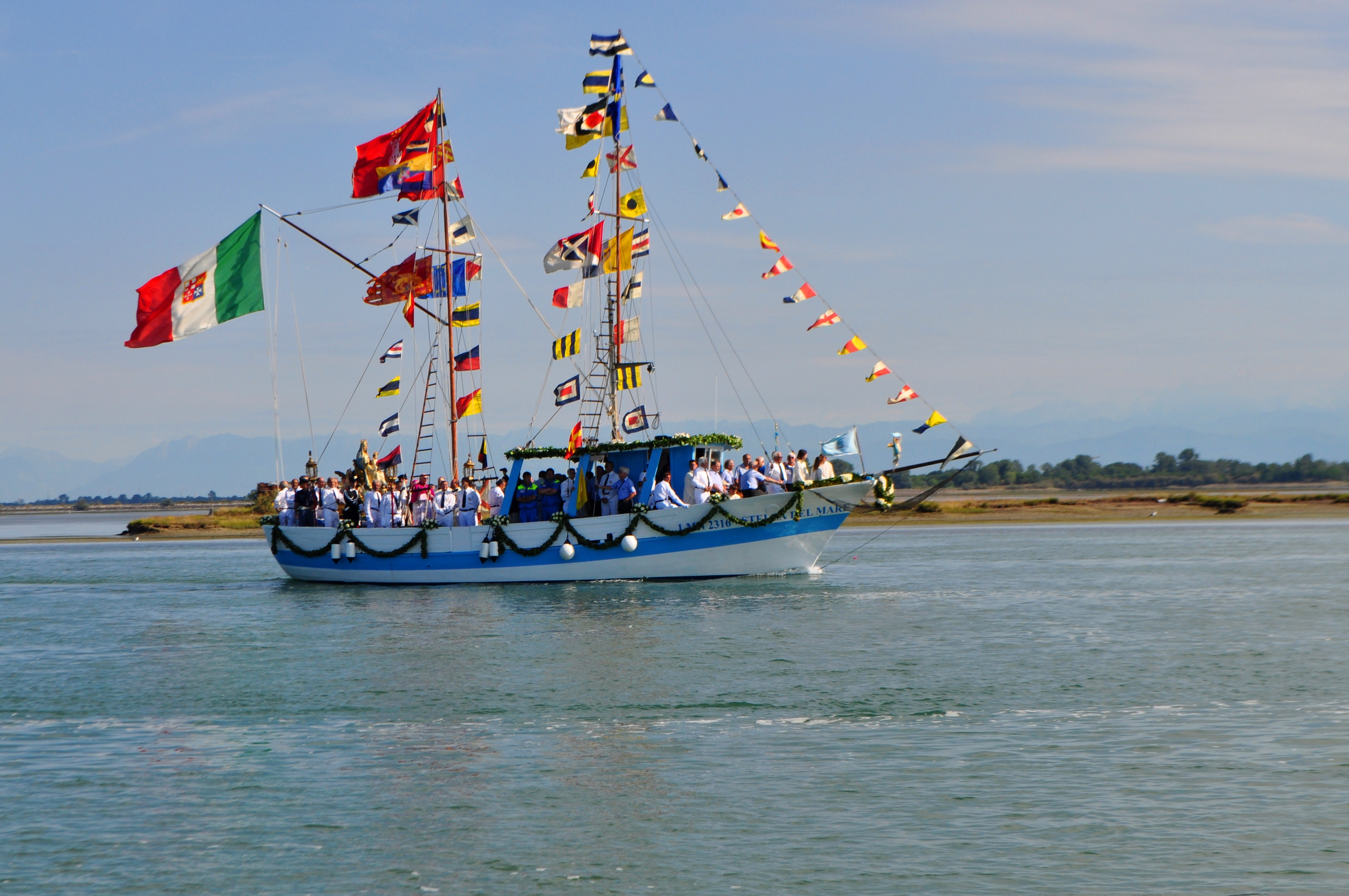
La Stella del Mare avec la statue de la Vierge.

La procession commence traditionnellement le premier samedi de juillet, appelé Sabo Grando . Le quartier du port est décoré de façon festive dans la nuit du vendredi au samedi. Dans la soirée, le traditionnel Concerto del Sabo Grando de la Banda Civica Città di Grado (fanfare de la ville de Grado) a lieu, ainsi qu'un grand feu d'artifice tiré sur la mer et la Spiaggia Principale. Les célébrations commencent le dimanche matin par un service dans la basilique Sant'Eufemia. De là, la statue de la Vierge est transportée par les Portatori della Madonna (les porteurs de la Vierge) jusqu'au port de Grado. Ils sont accompagnés par la Banda Civica di Grado, de nombreux habitants, les pêcheurs de Grado et les badauds.
La statue est chargée sur un grand bateau de pêche, qui a été décoré de façon festive. Vers 9 heures, la formule « In nome de Dio, avanti »  (« Au nom de Dieu, en avant »), dite par un pêcheur, marque le départ du cortège de bateaux, qui s'élance du port de Grado. D'autres bateaux de pêche, aussi décorés, quittent ensuite le port et traversent la lagune de Grado jusqu'à l'île de Barbana. La statue de la Vierge est portée en procession à pied du petit port à l'église, accompagnée par le son de la fanfare de la ville et le chant des litanies. L'évêque célèbre ensuite la messe dans le sanctuaire. Si le temps le permet, ce service a lieu à l'extérieur.
Dans l'après-midi, les bateaux retournent à Grado et la statue de la Vierge est ramenée solennellement à la basilique Sant'Eufemia. La conclusion solennelle de la procession est le Te Deum et un service final dans la basilique de Grado.
D'autres grandes processions vers Barbana ont également lieu chaque année le 15 août à l'Assomption et le 8 septembre pour la Nativité de Marie.